# Rumæniens parlament
Rumæniens parlament består af to kamre, Deputeretkammeret og Senatet, som begge vælges for en fireårig periode. 
Ifølge grundloven skal antallet af deputerede og senatorer være proportionalt med folketallet. Der skal være en deputeret for hver 70.000 indbyggere og en senator for hver 160.000 indbyggere. Størrelsen på de to kamre varierer derfor med folketallet. Valgretsalderen er 23 år for deputeretkammeret og 35 for senatet. Bortset fra disse forskelle er de to kamre identiske. De vælges på samme måde og har lige magt.[kilde mangler]
44°25′39″N 26°05′15″Ø / 44.4275°N 26.0875°Ø
| Politik | Spire Denne artikel om politik og ideologi er en spire som bør udbygges. Du er velkommen til at hjælpe Wikipedia ved at udvide den. |